# عين لوح (مزراوة)
عين لوح هو دُوَّار يقع بجماعة مزراوة، إقليم تاونات، جهة فاس مكناس في المملكة المغربية. ينتمي الدوّار لمشيخة مزراوة التي تضم 5 دواوير. يقدر عدد سكانه بـ 615 نسمة حسب الإحصاء الرسمي للسكان والسكنى لسنة 2004.

## روابط خارجية
- البوابة الوطنية للجماعات الترابية نسخة محفوظة 12 مارس 2018 على موقع واي باك مشين.
- المندوبية السامية للتخطيط